# NGC 2542
NGC 2542 — звезда в созвездии Корма.
Этот объект входит в число перечисленных в оригинальной редакции «Нового общего каталога».
Возможно, в той же области неба находится слабая туманность, которая на фотографиях заглушается более ярким светом от звезды, и её и увидел Джон Гершель.